# Klimaatneutraal
Klimaatneutraal of CO2-neutraal zijn termen die aangeven dat een proces niet bijdraagt aan klimaatverandering. Klimaatcompensatie en CO2-compensatie zijn termen die aangeven dat voor een organisatie, een (productie)proces of een product, de uitstoot van broeikasgassen, zoals CO2, wordt gecompenseerd. De termen worden door elkaar heen gebruikt. Een verwant concept is dat van net zero of netto-nul.

## Klimaatneutrale energie
Met klimaatneutrale energie wordt energie bedoeld zonder CO2-uitstoot. Aangezien hernieuwbare energie ook CO2-uitstoot bij het produceren van windmolens en zonnepanelen kan enkel biomassa als klimaatneutraal beschouwd worden. want wanneer klimaatneutrale energie wordt opgewekt, wil dat niet zeggen dat er geen CO2 wordt uitgestoten. Uit de schoorsteen van een biomassa-elektriciteitscentrale komt bijvoorbeeld ook CO2. Deze maakt echter nog deel uit van de koolstofkringloop; de samenstelling van de atmosfeer verandert dus niet. Dit in tegenstelling tot processen waarbij fossiele brandstoffen worden gebruikt: de CO2 (of eigenlijk alleen de koolstof, door verbranding wordt de koolstof omgezet in CO2) die bij verbranding van fossiele brandstof vrijkomt, is miljoenen jaren geleden vastgelegd in aardolie, gas, kolen en turf. Door die brandstoffen te verbranden, komt de koolstof weer terug in de atmosfeer, waardoor de balans wordt veranderd.

## Klimaatcompensatie
Klimaatcompensatie is het compenseren van de uitstoot van broeikasgassen die samenhangt met een organisatie, productie of consumptie. Voor het milieu maakt het niet uit waar de CO2 wordt uitgestoten, of waar de CO2 uit de atmosfeer gehaald wordt. Soms lukt het nog niet om de CO2-emissies van een bepaald bedrijf zelf terug te dringen, bijvoorbeeld omdat dat te duur is. Het is dan mogelijk om een gelijke hoeveelheid CO2 elders te voorkomen of om die hoeveelheid vast te leggen in de natuur. In principe lenen alle producten en bedrijven zich ervoor om klimaatneutraal of CO2-vrij te worden. Klimaatcompensatie levert snel emissiereducties die in bestaande technische systemen een veel langere termijn vergen.
Niet alle vormen van klimaatcompensatie zijn gelijkwaardig. In 1996 is door de Novem het begrip Trias Energetica bedacht, een driestappenplan bedoeld voor bedrijven, huishoudens, overheden, om stap voor stap klimaatneutraal te worden. Het zijn opeenvolgende stappen en geen keuze tussen drie methoden. De stappen zijn:
- Het voorkomen van uitstoot, door zaken te laten. Dit vergt een gedragsverandering. Voorbeelden zijn: niet gaan vliegen, minder autorijden, dichter bij het werk gaan wonen, minder vlees eten. Daarnaast ook energiebesparen, bijvoorbeeld door goede isolatie, zuinig transport, gebruik te maken van led- of spaarlampen, een zuinige wasmachine of koelkast, regenwater op te vangen voor de toiletten.
- Voor de resterende behoefte zo veel mogelijk duurzame energie inzetten, bijvoorbeeld biomassa, wind en zon. Door zelf energie op te wekken, bijvoorbeeld zonnecollectoren voor heet water, zonnepanelen of een (kleine) windmolen voor de elektriciteit. Of door de energie groen in te kopen.
- Als al het mogelijke is gedaan, rest nog compensatie, bijvoorbeeld door het aanplanten van bomen, mits dat aanvullend is. Bomen hebben voor hun groei CO2 nodig die ze uit de lucht halen. Bij voorkeur met een verzekering op die boom, want eens wordt deze gekapt. Die verzekering keert dan uit en wordt gebruikt voor aankoop op de emissiebeurs (bijvoorbeeld). Compensatie wordt wel gebruikt als tijdelijke maatregel, in afwachting van een wel voldoende oplossing door energie te besparen of zelf op te wekken.

## Algemene initiatieven en literatuurverwijzing
- Azimuth project: https://web.archive.org/web/20131110052325/http://www.azimuthproject.org/azimuth/show/HomePage
- Mathematics of Planet Earth 2013: https://web.archive.org/web/20131022113013/http://mpe2013.org/
- "Without the Hot Air", David MacKay, Cambridge University; Nederlandse samenvatting: http://www.inference.phy.cam.ac.uk/sustainable/book/translate/synopsisNL.pdf